# M1070 (танковий тягач)
M1070 або Oshkosh HET — американський танковий транспортер виробництва Oshkosh. У поточній експлуатації в конфігураціях A0, A1 і M1300 з'єднується з напівпричепом M1000 DRS Technologies. Основним призначенням цієї комбінації для армії США є транспортування танка M1 Abrams. Ця комбінація замінила більш ранній тягач Oshkosh M911 і напівпричіп M747. У версії M1300 призначений для дорожнього руху в Європі та працює з іншим причепом.
Офіційна назва виробника — HET (англ. Heavy Equipment Transporter — транспортер важкого обладнання). Відповідно, HET A0 та HET A1 прийняті на озброєння армії США під індексами M1070A0 та M1070A1 відповідно.

## Історія
Щоб задовольнити вимоги армії США щодо транспортування основного бойового танка (MBT) M1 Abrams, Oshkosh Truck Corporation (тепер Oshkosh Defense) запропонувала M1070. Було укладено контракт на 1044 M1070 з початком виробництва в липні 1992 року. Контракт передбачав опціон на 522 додаткові одиниці.
Остаточний контракт армії США на оригінальну версію A0 передбачав 195 машин. Вони були доставлені в період з березня 2001 року по березень 2003 року. Поставки армії США версій A0 склали 2488. Загалом Oshkosh виготовила трохи менше 2900 M1070A0, включаючи експортні замовлення.
Після перших двох окремих контрактів, укладених у 2004 році, Oshkosh Truck провела капітальний ремонт зношених M1070. Загалом 1009 A0 HET було перезібра та повернуто до експлуатації.
Модель M1070E1 була розроблена в середині 1990-х років спільно з армією США як можлива програма впровадження технологій (TIP) для M1070. Проведено оцінювання та подано звіт. Замовлень не розміщено.
У березні 2008 року компанія Oshkosh Defense уклала з армією США контракт із єдиним постачальником на суму понад 11 мільйонів доларів (для етапу 1) для початку розробки та початкового виробництва наступного покоління HET. Етап II включав виробничі перевірочні випробування, і Oshkosh оголосив у липні 2009 року, що отримав модифікацію контракту на суму 9,4 мільйона доларів США для початку випробувань довговічності та продуктивності HET A1 на випробувальному полігоні Юма.
У жовтні 2010 року компанія Oshkosh оголосила про перше замовлення на поставку M1070A1 HET. Це замовлення на доставку було оцінено в понад 440 мільйонів доларів США та передбачало поставку понад 1000 автомобілів. Перші транспортні засоби з'явилися в грудні 2010 року. Постачання M1070A1 почалося в 2011 році. Виробництво було завершено в серпні 2014 року, загальна кількість нових автомобілів — 1591. Незважаючи на те, що вважалося, що армія США хотіла б продовжити виробництво HET A1 до 2017 фінансового року, жодних замовлень не було зроблено, і в липні 2016 року армія США оголосила, що бажає використати кошти у 2016 фінансовому році для початку інженерного дослідження E-HET, який замінить поточний напівпричіп M1070A1 і M1000.
У березні 2017 року було оголошено, що компанія Oshkosh уклала закордонний військовий контракт (Йорданія та Оман) на суму 15 080 369 доларів США на транспортери важкого обладнання M1070A1 із відповідним випробуванням, запасними частинами та навчанням. Орієнтовна дата завершення нагородження — 31 грудня 2018 р. Тендерна заявка W56HZV-17-R-0021, опублікована в лютому 2017 року та відповіді на які мають бути надіслані до 3 квітня 2017 року, призведе до укладення контракту з твердо фіксованою ціною на 46 M1070A1 для Єгипту.

### М1300
Вимога M1300 була зумовлена необхідністю перевозити більш важкі вантажі в межах Європи, дотримуючись при цьому стандартів Європейського Союзу (ЄС). Прогнозована вантажопідйомність M1300 і напівпричепа становила від мінімум 82 тонни до 90 тонн (від 74 389 до 81 647 кг), і щоб досягти цього, тягач потребував певного перерозподілу ваги з передньої осі на новий багатовісний напівпричіп. Oshkosh почав роботу над тягачем M1300 в квітні 2018 року і планував продовжити її до квітня 2020 року.

### Покращена система транспортування важкого обладнання (EHETS)
Покращена система транспортування важкого обладнання (The Enhanced Heavy Equipment Transporter System, EHETS) вважається заміною для M1070/M1070A1/M1300 на службі армії США. У липні 2016 року армія США оголосила, що бажає використати кошти 2016 фінансового року для початку інженерного дослідження EHET, який замінить M1070A1 і напівпричепи M1000. Раніше це дослідження було заплановано на 2017 фінансовий рік. Намір полягав у тому, що EHETS складатиметься з тягача та напівпричепа для транспортування, підйому та евакуації M1 Abrams із бойовим навантаженням понад 80 тонн (72 575 кг) і пов'язаної з ним системи підйому M88, яка мала важити понад 84 000 кг. M1070A1 і M1000 технічно не можуть транспортувати такі вантажі.

## Технічний опис
Компонування М1070 звичайне. Повністю закрита кабіна вміщує водія, одного члена екіпажу та до чотирьох пасажирів. Оригінальна кабіна відповідала вимогам стратегії бронювання LTAS та може використовувати додаткові комплекти навісного бронювання B-kit. Для M1070A1 Меморандум про рішення про придбання від травня 2013 року дозволив армії США розробити та придбати броньовані змінні кабіни для M1070A1, що призвело до створення HUSK. Станом на кінець 2020 року HUSK вироблявся Rock Island Arsenal-Joint Manufacturing & Technology Center; кількість учасників не розголошується. Розміри шасі M1070 356 × 89 × 9,5 C-подібний переріз (рама каналу) виготовлена з модифікованої за стандартом SAE 1027, термічно обробленої вуглецевої марганцевої сталі з мінімальною межею текучості 758 МПа.
Оригінальний HET A0 оснащений 12,06-літровим дизельним двигуном Detroit Diesel 8V-92TA, який розвиває 500 к.с. при 2100 об/хв і крутний момент 1993 Нм при 1200 об/хв. Він поєднується з п'ятиступінчастою автоматичною коробкою передач Allison CLT-754 і двошвидкісною роздавальною коробкою Oshkosh 55000. HET A1 оснащений шестициліндровим дизелем Caterpillar C-18 потужністю 700 к.с., який поєднується з модернізованою семиступінчастою автоматичною коробкою передач Allison 4800SP і одношвидкісною роздавальною коробкою Oshkosh 30000.
З M1070A0 і M1070A1 використовується причеп M1000. Замовлення на виробництво 1066 одиниць M1000 було розміщено армією США в 1989 році. До липня 2009 року було замовлено понад 2600 причепів M1000.
M1000 має 40 коліс (шини 215/75R 17,5), що мінімізує тиск на ґрунт і зменшує ймовірність того, що машина застрягне. На додаток до цього, тягач оснащений системою регулювання тиску в шинах, що дозволяє легше долати різні ділянки дороги. Напівпричіп обладнаний двома гідравлічними лебідками, кожна з яких розвиває зусилля в 25 т. Лебідки дозволяють затягнути важку техніку на платформу, а за допомогою безлічі кілець і карабінів, вона міцно закріплюється на платформі M1000. Вага напівпричепа становить 22 882 кг. Корисне навантаження за даними виробника становить 70 тонн на знижених швидкостях. Габаритна довжина 15,8 м, довжина платформи 10,58 м, ширина платформи 3,05 м, для версії з широким настилом — 3,66 м.
M1070 і M1000 можна перевозити літаками C-5 Galaxy або C-17 Globemaster III.
Причіп, який використовувався в Європі разом із мною M1300 — це M1302, поставлений Broshuis BV з Голландії.

## Oshkosh Global HET
Oshkosh Defense представила Global HET у 2008 році. Global HET багато в чому схожий на M1070A1, головною відмінністю конструкції є конфігурація. Global HET має три осі, M1070A1 — чотири. У лютому 2011 Oshkosh оприлюднив початкове замовлення від Al Jaber Group з ОАЕ на близько 20 Global HET. Global HET було обрано, щоб відповідати вимогам щодо використання тягача разом із напівпричепами масою 70 000 кг, на яких встановлено реактивну систему залпового вогню Jobaria (РСЗВ) місцевої розробки.

## Оператори
- Україна — не менше 11 машин, станом на листопад 2022 року

### Україна
Влітку 2022 року волонтери ГО «Справа громад» знайшла можливість придбати партію тягачів цієї моделі в інтересах Збройних Сил України та збирали на них гроші, а в перших числах жовтня 2022 року вже придбаний тягач було відправлено з Великої Британії до України.
У звіті федерального німецького уряду на кінець вересня 2022 року було згадано про замовлення у промисловості для подальшої передачі Україні 12 тягачів Oshkosh M1070 з тралами для танків. А у звіті за 9 листопада 2022 року Німецький уряд повідомив про передачу, серед іншого, 5 важких тягачів цієї моделі.
Відповідно до звіту за 19 листопада 2022 року Німеччина передала іще 3 важких тягачів M1070. А в звіті за 27 листопада кількість переданих тягачів M1070 вже дорівнювала 10.

## Галерея

Транспортер важкого обладнання Oshkosh M1070 і похідні
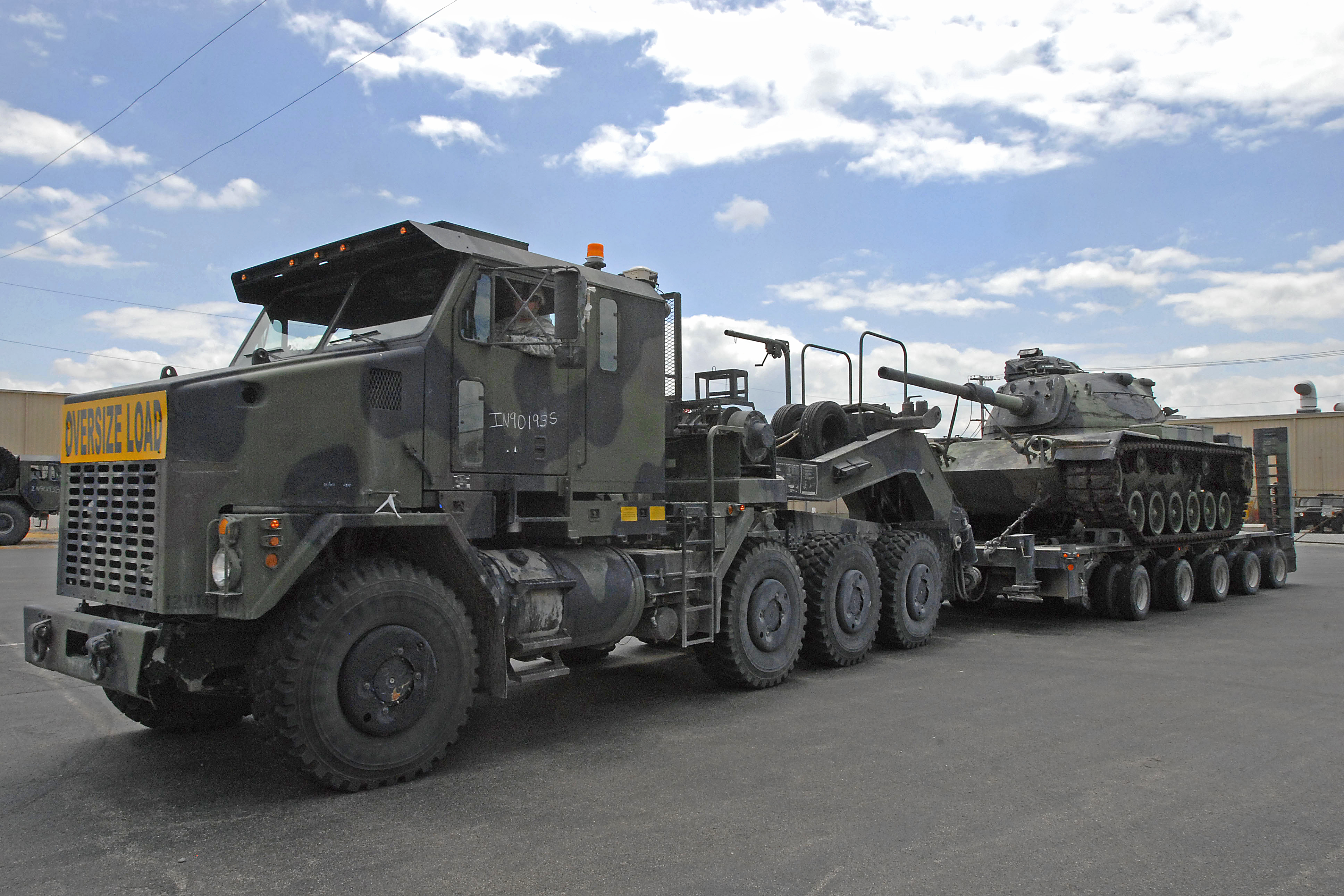
Напівпричіп Oshkosh M1070A0 HET і DRS M1000 перевозить танк M60 Patton
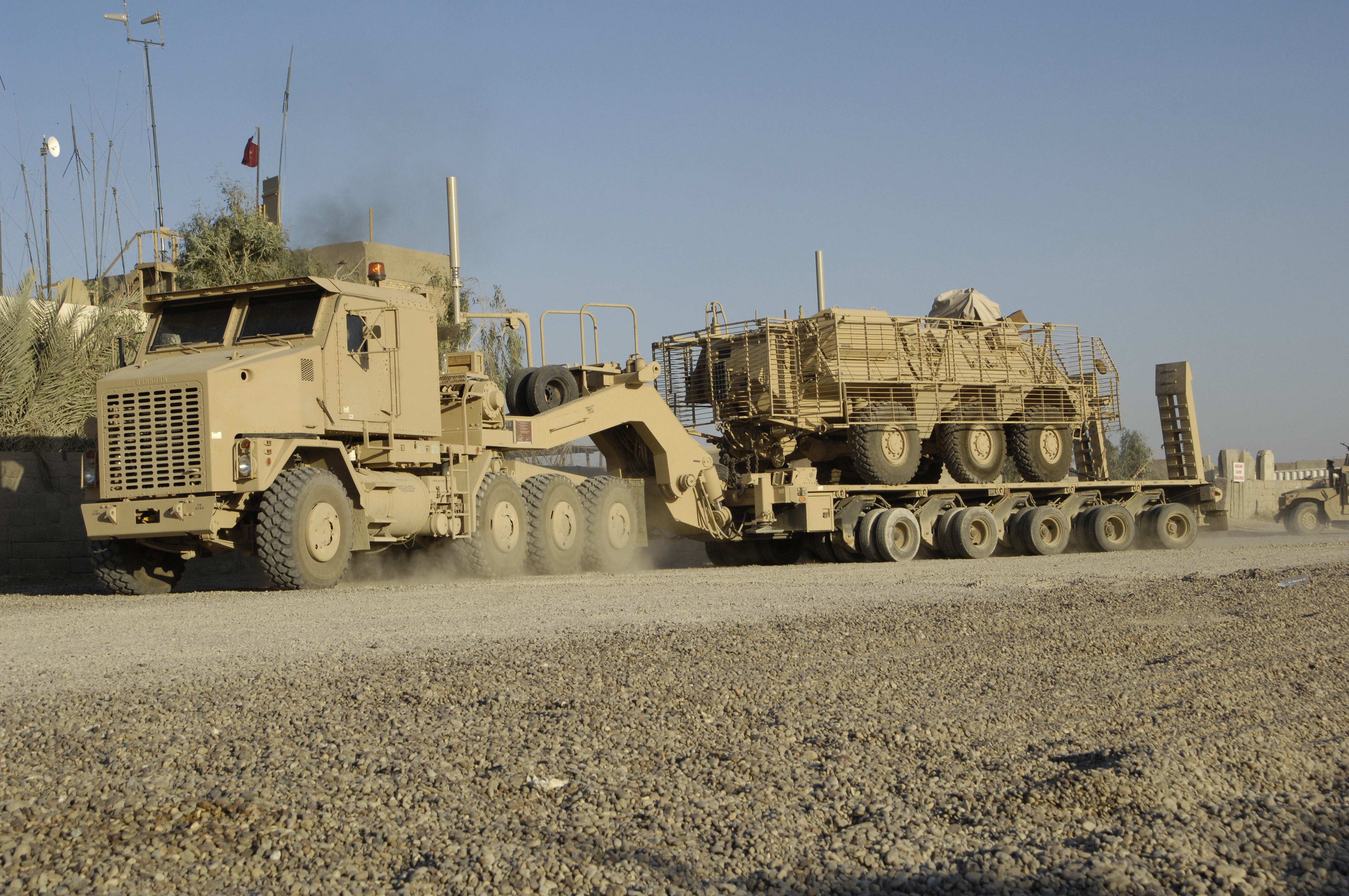
Напівпричіп Oshkosh M1070A0 з комплектом броні B-kit і DRS M1000, що перевозить машину виявлення M93 Fox NBC
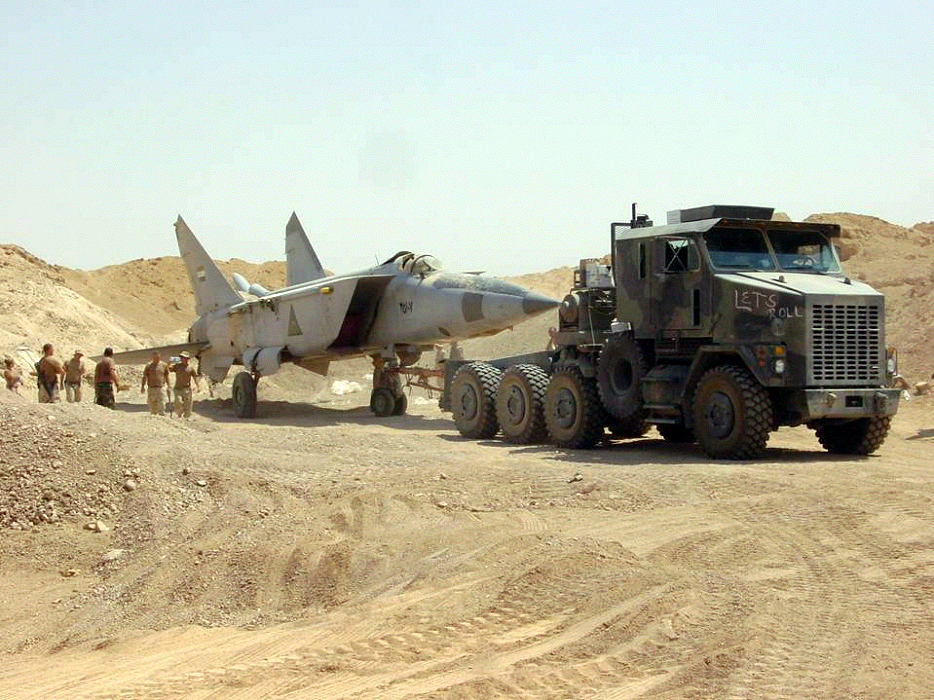
Іракський МіГ-25RB Foxbat-B, знайдений закопаним під піском на захід від Багдаду, буксирується M1070A0
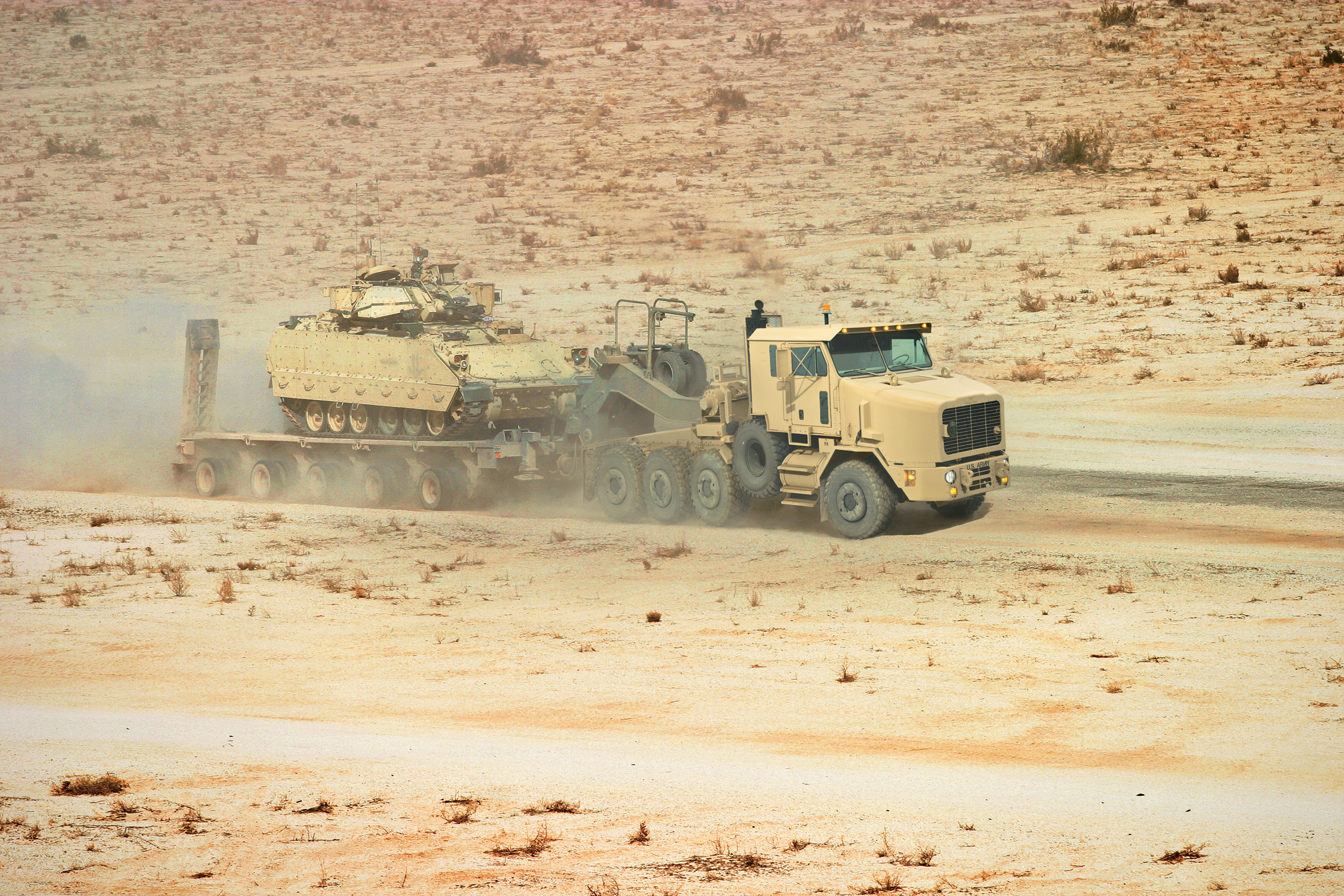
Oshkosh M1070A1 HET і DRS M1000 перевозить БМП M2 Bradley
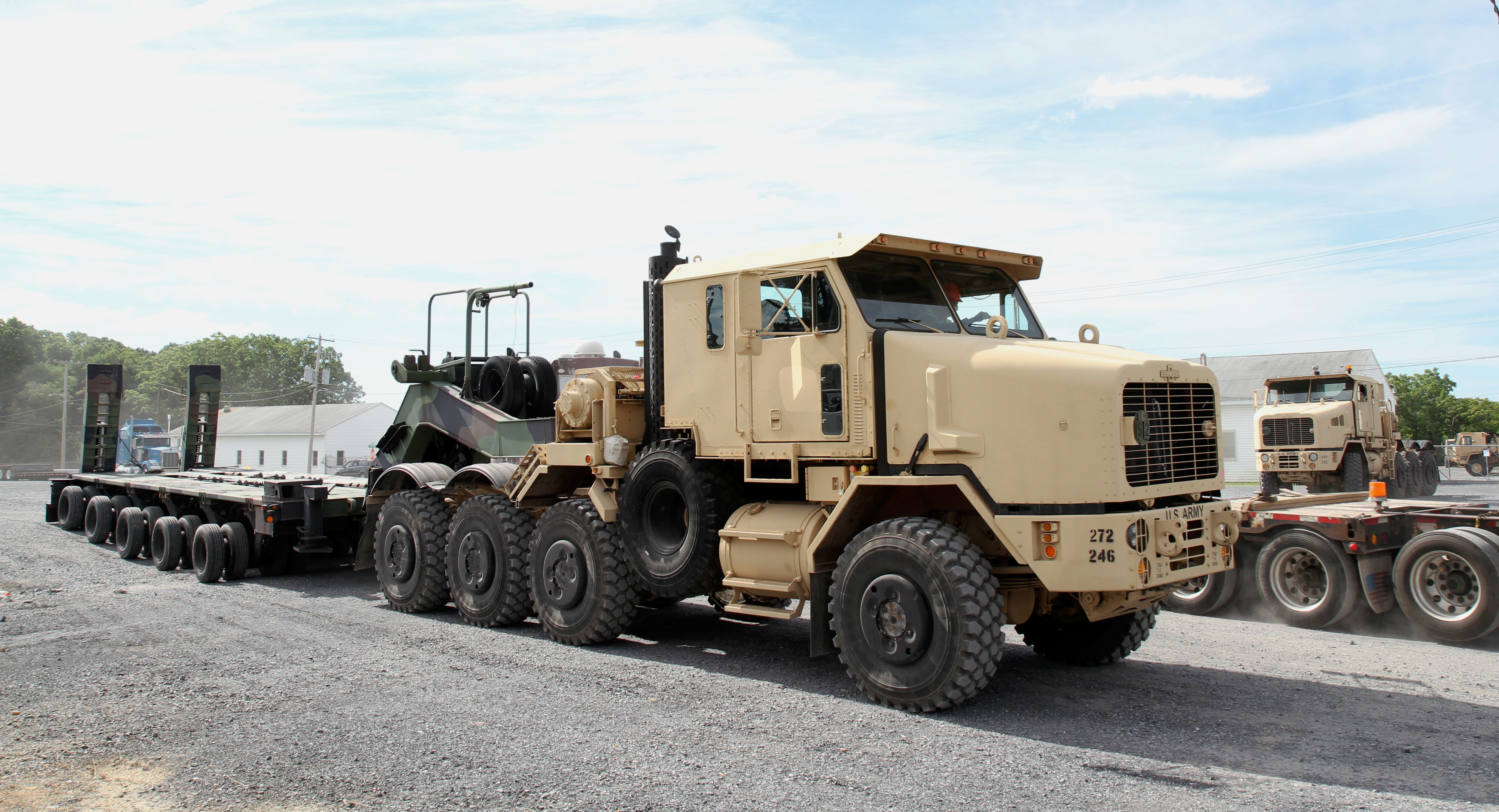
Oshkosh M1070A1 HET і DRS M1000
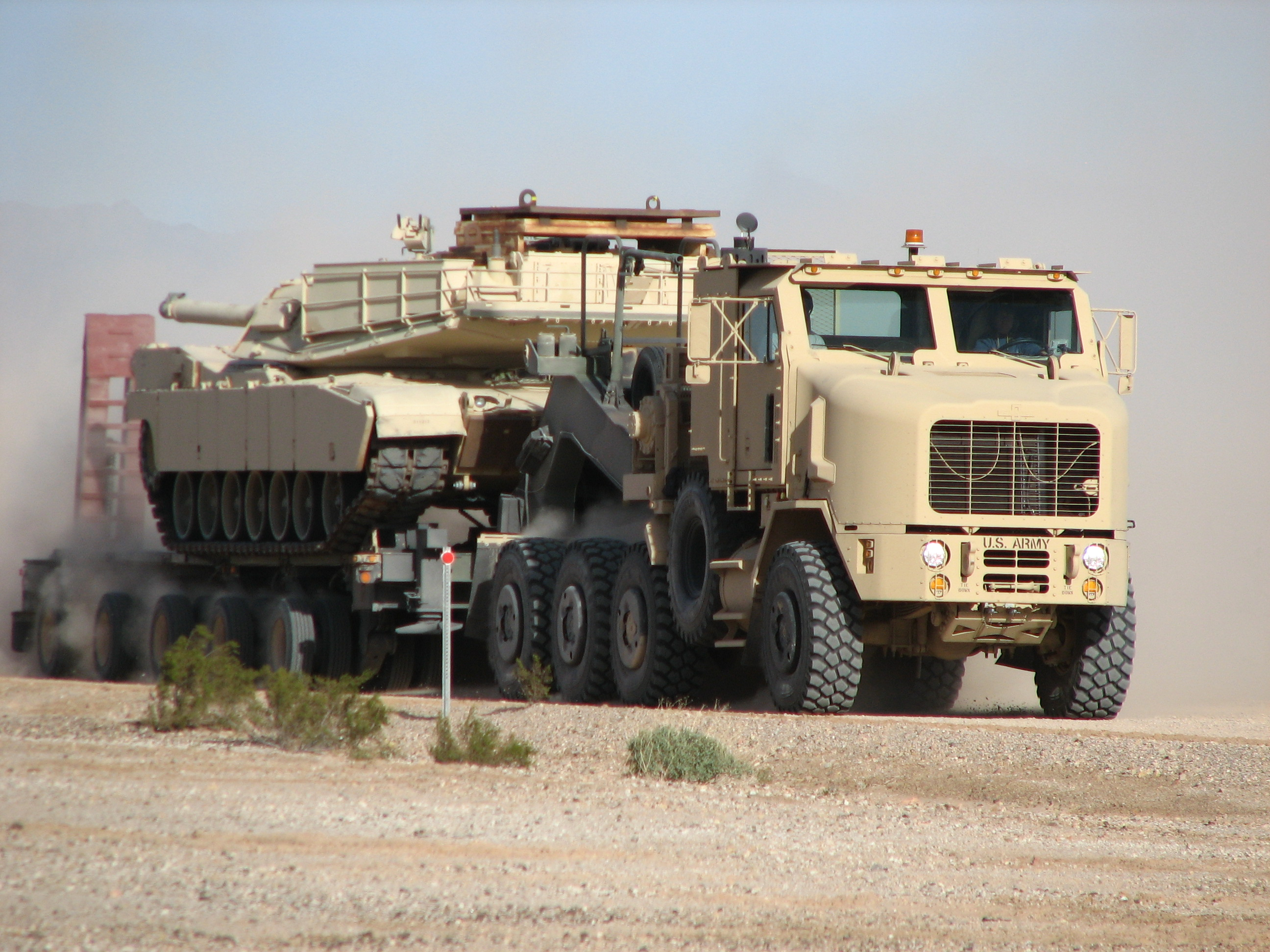
HET A1 з комплектом броні B-kit транспортує M1 Abrams
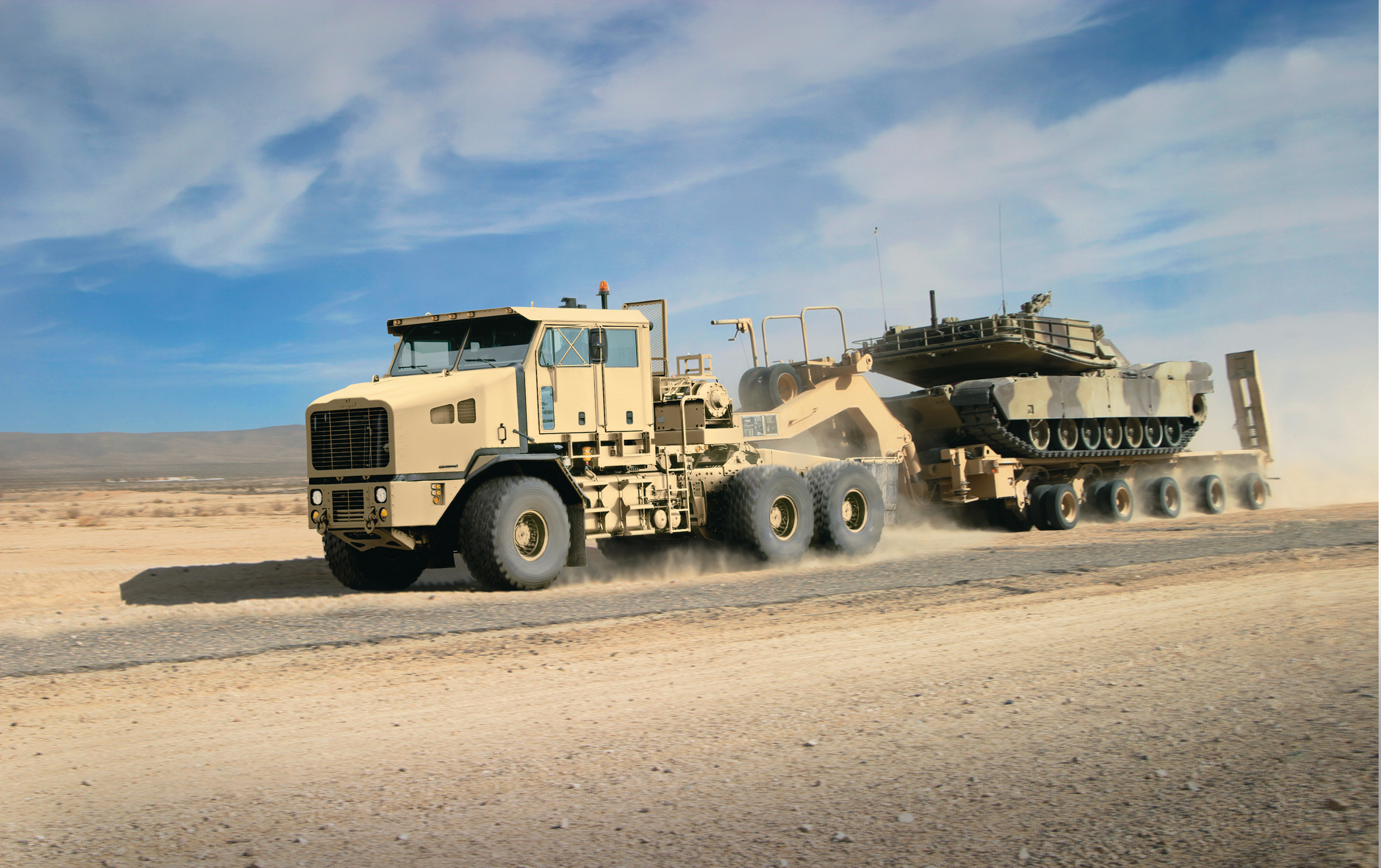
Oshkosh Defense представила Global HET у 2008 році
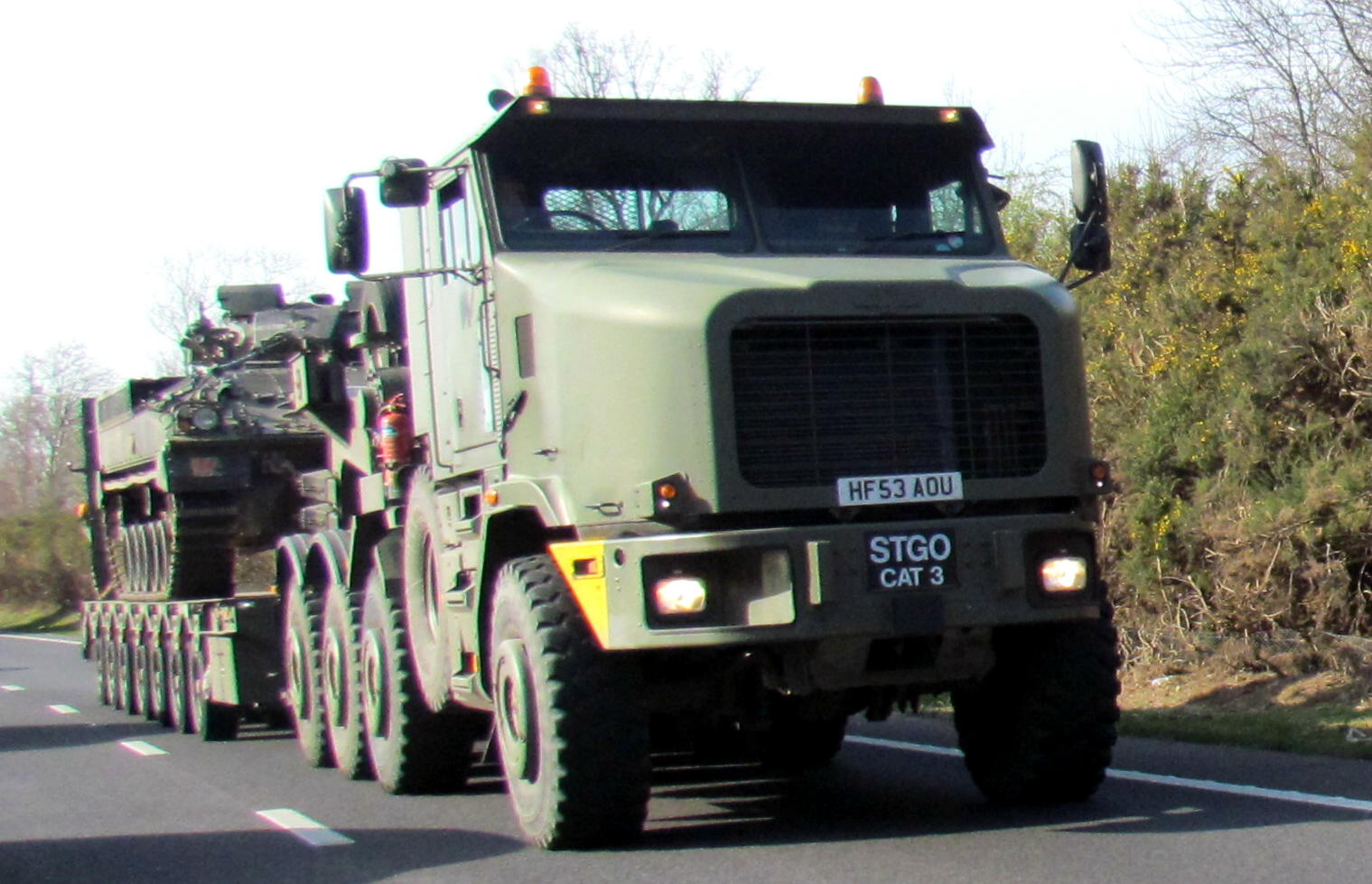
Британський Oshkosh M1070F і 7-вісний напівпричіп King GTS 110/7